# Max Oehler
Max Oehler, född 29 december 1875 i Blessenbach im Taunus, död mars 1946 i Weimar, var en tysk arméofficer och arkivarie för Nietzsche-Archiv. Oehler började sin karriär i kejsardömets militär där han tjänstgjorde till slutet av första världskriget och den tyska novemberrevolutionen. Under Weimarrepubliken, som han var motståndare till, tjänstgjorde han som arkivarie hos sin kusin Elisabeth Förster Nietzsche och hennes "Nietzsche-Archiv" i Weimar. Efter Nietzsches död 1935 efterträdde han henne som arkivets direktor. Han var hängiven nationalsocialist sedan tidigt 1930-tal och försökte popularisera Nietzsches filosofi med sina egna nationalsocialistiska åsikter. Efter det tyska nederlaget i andra världskriget fängslades Oehler av sovjetiska styrkor och han avled i mars 1946 i ett tillfälligt fångläger som Röda armén upprättat i Weimar.

## Familj
Max Oehler föddes i Blessenbach im Taunus (idag del av Weinbach). Hans far, Oskar Ulrich Oehler (1838–1901), var  luthersk präst och bror till Franziska Nietzsche, Friedrich Nietzsches och Elisabeth Nietzsches mor. Oehlers mor var Auguste Oehler (född Forst) (1847–1920). Likt sin bror Richard Oehler, bibliotekarie, och hans kusin Adalbert Oehler, en tjänsteman, blev Max Oehler engagerad i Elisabeth Nietzsches Nietzsche-Archiv, som på så vis blev ett slags familjeangelägenhet.
Oehler gifte sig med den då 18-åriga Annemarie Lemelson 1911, med vilken han fick ett flertal barn.

## Biografi

### Före 1919: I det militära
Från 1889 till 1895 studerade Oehler vid Pforta. Han anslöt till den preussiska armén; han hade också hade ett betydande intresse för litteratur och konst. Han sade ofta till sin kusin Elisabeth Nietzsche att han önskade arbeta vid hennes Nietzsche-Archiv i framtiden. Trots det var hans huvudsakliga intresse karriären i det militära, vars värderingar han delade. Han befordrades till överlöjtnant 1908, kapten 1912, och fick majors avsked 1919. Under lång tid var han stationerad i tyska Eylau, dagens Iława.
Från den 1 april till den 31 december 1908, fick han ledighet beviljad för att arbeta vid Nietzsche-Archiv i Weimar. På sommaren reste han till Ernest Thiel i Stockholm som Elisabeth Nietzsches representant. Thiel, en bankir och företagare, hade lovat att skänka en betydande summa pengar för att grunda "Stiftung Nietzsche-Archiv" (Nietzsche-Arkivets stiftelse), trots sitt eget delvis judiska ursprung. Elisabeth Nietzsche hade ingått äktenskap med Bernhard Förster, en antisemitisk agitator, som då tillfälligt övergivit antisemitismen.  I slutet av 1908 blev Oehler ledamot i den nybildade stiftelsens ledning, där han kvarstod till 1945.
Oehler deltog i slaget vid Tannenberg 1914, men blev snart tagen ur strid på grund av ischias. Under återstoden av kriget utförde han byråkratiska sysslor, först i Marienburg (Malbork), och senare på Krigsministeriet i Berlin. Han hade hyst stark tro till Tysklands seger och blev chockad av tyska novemberrevolutionen. Under den närmaste månaderna efter kriget, fortsatte Oehler arbeta vid Krigsministeriet och försökte, tillsammans med andra officerare, på byråkratisk väg återvinna makten från det revolutionära soldatrådet.

### Efter 1919: På Nietzsche-Arkivet
År 1919 begärde Oehler avsked från det militära och beviljades majors grad. Från april fortsatte han att arbeta med Elisabeth Nietzsche vid Nietzsche-Arkivet. Han slog sig först ned i Bad Berka och senare Weimar. Han försvarade sin betydligt äldre kusin och blev snart hennes "högra hand". Hans familj blev också hennes, eftersom hon hade förlorat sin bror och sin make med vilken hon aldrig fick några barn, så stod hon annars utan familj.
Därtill blev Max Oehlers bror Richard Oehler anställd av Elisabeth Nietzsche vid "Nietzsche-Archiv" liksom Max och Richards kusin Adalbert Oehler. Arkivet drevs som ett familjeföretag. De hade samtliga anslutit till oppositionen mot den liberala demokratiska Weimarrepubliken och istället sympatiserade de med den Konservativa Revolutionära rörelsen och den alltmer framträdande fascismen. Max Oehler stödde särskilt Benito Mussolini, som han 1925 beskrev som en sann företrädare för Nietzsches filosofi. Oaktat detta var Oehler och hans fru medlemmar i Hermann Keyserlings anti-militaristiska "Schule der Weisheit".
År 1931 blev Oehler medlem i Nationalsocialistiska tyska arbetarpartiet (NSDAP) och såg på Arkivets samband med den växande nationalsocialistiska rörelsen. Likt Elisabeth Nietzsche bejakade han Adolf Hitlers utnämning till rikskansler. Hitler besökte Arkivet vid flera tillfällen under 1932—1934.
Efter Elisabeth Nietzsches död år 1935 blev Oehler de facto-ledare för Arkivet, som därmed helt förlorade sin karaktär av "filosofisk salong". Oehler guidade istället besökarna som om de var studenter, soldater och gäster i Arkivet och försökte då att popularisera sin nationalsocialistiska syn på Nietzsches tal och texter.
Efter Elisabeth Nietzsches död blev det känt inom Arkivet att hon hade undanhållit en del dokument och berättelser angående sin bror Friedrich; detta faktum offentliggjordes inte. Istället verkar det som om Oehler valde att offentliggöra endast en av dessa undanhållna texter: år 1937 visade han i en artikel att Nietzsches familj inte hade sin härkomst i den polska adeln, vilket hävdats av både Elisabeth och Friedrich Nietzsche vid något tillfälle. Oehlers slutsats är fortfarande accepterad som korrekt och var högt  uppskattat av de nationalsocialistiska ideologerna.
United States Army intog Weimar vid andra världskrigets slut och överlät senare staden till Röda armén. Oehler försökte försvara Nietzsche-Arkivet från anklagelserna om att ha stött den nationalsocialistiska regimen och hävdade att arkivet alltid hade förhållit sig politiskt neutralt. Han kunde visa att tyska soldater aldrig hade använt arkivets utrymmen, men sovjets administration frös ändå samtliga Arkivets konton. Den 6 december 1945 hämtades Oehler av några okända under förevändning att han skulle vara tolk åt Sovjet. Han återvände aldrig. Hans släkt fann senare, att han hade dömts till straffarbete i Sibirien och hade dött. Antagligen avled han till följd av hunger och köld redan under fängelsetiden i Weimar.